# Saîf-Eddine Khaoui
Saîf-Eddine Khaoui, né le 27 avril 1995 à Paris, est un footballeur international tunisien. Il évolue au poste de milieu offensif au Red Star.

## Biographie

### Débuts professionnels
Né à Paris,, formé à Franconville en région parisienne, puis au Tours FC, Saîf-Eddine Khaoui fait ses débuts avec le groupe professionnel lors de la seconde partie de la saison 2013-2014. Il fait ses premiers pas dans le grand bain le 14 février 2014, en entrant en jeu contre le FC Istres lors de la 24e journée de Ligue 2. Il joue dix matchs dont deux en tant que titulaire lors de sa première saison en tant que professionnel. La saison suivante, il ne participe qu'à trois rencontres, mais marque son premier but professionnel lors de la 24e journée de Ligue 2, en offrant l'égalisation à son équipe contre l'AC Arles lors d'un match nul deux buts partout.
Lors de la saison 2015-2016, il commence à prendre plus d'importance au sein de l'effectif tourangeau puisqu'il est régulièrement titularisé. Il prend part à trente-deux rencontres toutes compétitions confondues, inscrit trois buts en Ligue 2 et offre quatre passes décisives.

### Olympique de Marseille
Le 18 juin 2016, Tours annonce son transfert vers l'Olympique de Marseille, en échange d'une indemnité de transfert d'environ un million d'euros. Dès son premier match amical avec son nouveau club, contre le FC Lausanne-Sport à Valence, il marque d'une frappe enroulée du pied gauche même si son équipe s'incline finalement deux buts à un. Il joue son premier match officiel sous ses nouvelles couleurs en entrant en jeu lors de la première journée de Ligue 1 lors de la réception du Toulouse FC avant d'être titularisé lors du second match de la saison contre l'EA Guingamp. Pour sa première saison au club, il prend part à dix rencontres toutes compétitions confondues et offre une passe décisive en Coupe de la Ligue contre le FC Sochaux-Montbéliard.
Le 26 juillet 2017, il est prêté à l'ES Troyes AC pour une saison sans option d'achat. Il est titulaire et prend part à trente-cinq rencontres toutes compétitions pour cinq buts dont le premier lors d'une victoire deux buts à un à l'OGC Nice. Son équipe est reléguée en Ligue 2 à la fin de la saison après avoir terminé avant-dernière devant le FC Metz et derrière le Toulouse FC.
Pour la saison 2018-2019, encore sous la forme d'un prêt, il évolue avec le SM Caen, une équipe visant le maintien en Ligue 1. Titulaire, il marque trois buts en championnat et trois en coupe mais son équipe finit avant-dernière et se voit reléguée en Ligue 2.
Pour la saison 2019-2020, il est de retour à Marseille où, même s'il n'est pas titulaire, il est utilisé en tant que remplaçant, et obtient quelques dizaines de minutes de jeu en prenant part à onze rencontres toutes compétitions confondues. La saison suivante, d'abord « voué à combler les vides de l'effectif avec sérieux » en tant que remplaçant au poste de latéral gauche, il est titularisé pour la première fois (sa deuxième titularisation avec l'OM) le 17 février 2021 pour un match en retard contre l'OGC Nice. Positionné ailier droit, il inscrit un doublé. Le 30 juin 2021, il arrive en fin de contrat et est laissé libre par l'Olympique de Marseille.

### Clermont Foot
Le 14 août 2021, il signe un contrat de deux ans plus un an en option avec le Clermont Foot, nouveau promu en Ligue 1. Il joue son premier match en entrant en jeu lors de la seconde journée de Ligue 1 contre l'Olympique lyonnais et marque son premier but sous ses nouvelles couleurs lors d'une victoire quatre buts à zéro en Coupe de France contre Chemin-bas d'Avignon. Au total, il prend part à 58 rencontres toutes compétitions confondues pour neuf buts.

### Expériences à l'étranger puis retour en France
Arrivé en fin de contrat avec le Clermont Foot, le milieu de terrain tunisien décide, en juillet 2023, de s'engager librement en faveur du Khor Fakkan aux Émirats arabes unis.
Se retrouvant à nouveau agent libre à l'hiver 2024, Khaoui rejoint le Macarthur FC, en première division australienne, le 3 février 2025. Après seulement cinq matchs disputés avec le club australien, l'ancien marseillais signe, à trente ans, au Red Star FC en Ligue 2 le 27 juin.

### Équipe nationale
En février 2018, Saîf-Eddine Khaoui choisit de jouer pour l'équipe de Tunisie. Il fait alors partie des 28 joueurs sélectionnés par Nabil Maâloul pour les matchs amicaux contre l'Iran et le Costa Rica dans le cadre des préparations de la coupe du monde. Il est titulaire lors de ces deux premières convocations, notamment lors de la victoire contre l'Iran un but à zéro, où il est remplacé à la 46e minute par Fakhreddine Ben Youssef. Il est sélectionné pour la Coupe du monde 2018 et prend part à une rencontre mais la Tunisie est éliminée au premier tour en terminant à la troisième place du groupe derrière la Belgique et l'Angleterre.
Initialement sélectionné, Khaoui est obligé de déclarer forfait pour la CAN 2019 en Égypte pour cause de blessure, ne participant pas à la compétition qui voit sa sélection perdre en demi-finale contre le Sénégal.
Ses premiers buts en sélection sont un doublé lors de la victoire contre la Libye en novembre 2019 quatre buts à un lors de la première journée d'éliminatoires de la CAN 2021. Il est sélectionné pour jouer la CAN 2021 et joue les trois matchs de phase de groupe mais n'entre pas en jeu lors des huitièmes de finale ni lors des quarts de finale, où les Tunisiens sont éliminés.

## Statistiques
| Saison                | Club                   | Championnat           | Championnat | Championnat | Championnat | Coupe nationale | Coupe nationale | Coupe nationale | Coupe de la Ligue | Coupe de la Ligue | Coupe de la Ligue | Tunisie | Tunisie | Tunisie | Total | Total | Total |
| Saison                | Club                   | Division              | M.          | B.          | P.d.        | M.              | B.              | P.d.            | M.                | B.                | P.d.              | M.      | B.      | P.d.    | M.    | B.    | P.d.  |
| 2013-2014             | Tours FC               | Ligue 2               | 10          | 0           | 0           | -               | -               | -               | -                 | -                 | -                 | -       | -       | -       | 10    | 0     | 0     |
| 2014-2015             | Tours FC               | Ligue 2               | 2           | 1           | 0           | 1               | 0               | 0               | -                 | -                 | -                 | -       | -       | -       | 3     | 1     | 0     |
| 2015-2016             | Tours FC               | Ligue 2               | 27          | 3           | 4           | 1               | 0               | 0               | 4                 | 0                 | 0                 | -       | -       | -       | 32    | 3     | 4     |
| Sous-total            | Sous-total             | Sous-total            | 39          | 4           | 4           | 2               | 0               | 0               | 4                 | 0                 | 0                 | -       | -       | -       | 45    | 4     | 4     |
| 2016-2017             | Olympique de Marseille | Ligue 1               | 9           | 0           | 0           | -               | -               | -               | 1                 | 0                 | 1                 | -       | -       | -       | 10    | 0     | 1     |
| 2019-2020             | Olympique de Marseille | Ligue 1               | 7           | 0           | 0           | 3               | 0               | 0               | 1                 | 0                 | 0                 | 4       | 2       | 0       | 15    | 2     | 0     |
| 2020-2021             | Olympique de Marseille | Ligue 1               | 17          | 2           | 1           | 2               | 0               | 0               | -                 | -                 | -                 | 6       | 2       | 1       | 25    | 4     | 2     |
| Sous-total            | Sous-total             | Sous-total            | 33          | 2           | 1           | 5               | 0               | 0               | 2                 | 0                 | 1                 | 10      | 4       | 1       | 50    | 6     | 3     |
| 2017-2018             | ES Troyes AC (prêt)    | Ligue 1               | 32          | 5           | 2           | 2               | 0               | 0               | 1                 | 0                 | 0                 | 6       | 0       | 0       | 41    | 5     | 2     |
| 2018-2019             | SM Caen (prêt)         | Ligue 1               | 26          | 3           | 1           | 3               | 2               | 1               | 1                 | 1                 | 0                 | 5       | 0       | 0       | 35    | 6     | 2     |
| 2021-2022             | Clermont Foot 63       | Ligue 1               | 23          | 1           | 0           | 1               | 1               | 0               | -                 | -                 | -                 | 6       | 0       | 1       | 30    | 2     | 1     |
| 2022-2023             | Clermont Foot 63       | Ligue 1               | 33          | 7           | 3           | -               | -               | -               | -                 | -                 | -                 | 1       | 0       | 0       | 34    | 7     | 3     |
| Sous-total            | Sous-total             | Sous-total            | 56          | 8           | 3           | 1               | 1               | 0               | -                 | -                 | -                 | 7       | 0       | 1       | 64    | 9     | 4     |
| 2023-2024             | Khor Fakkan Club       | UAE Pro League        | 6           | 0           | 0           | -               | -               | -               | 2                 | 0                 | 0                 | -       | -       | -       | 8     | 0     | 0     |
| 2024-2025             | Macarthur FC           | A-League              | 5           | 0           | 3           | -               | -               | -               | -                 | -                 | -                 | -       | -       | -       | 5     | 0     | 3     |
| 2025-2026             | Red Star FC            | Ligue 2               | 2           | 0           | 0           | -               | -               | -               | -                 | -                 | -                 | -       | -       | -       | 2     | 0     | 0     |
| Total sur la carrière | Total sur la carrière  | Total sur la carrière | 199         | 22          | 14          | 13              | 3               | 1               | 10                | 1                 | 1                 | 28      | 4       | 2       | 250   | 30    | 18    |

### Liste des matchs internationaux
| Matchs internationaux de Saîf-Eddine Khaoui | Matchs internationaux de Saîf-Eddine Khaoui | Matchs internationaux de Saîf-Eddine Khaoui         | Matchs internationaux de Saîf-Eddine Khaoui | Matchs internationaux de Saîf-Eddine Khaoui | Matchs internationaux de Saîf-Eddine Khaoui | Matchs internationaux de Saîf-Eddine Khaoui                                |
|                                             | Date                                        | Lieu                                                | Adversaire                                  | Résultat                                    | Compétition                                 | Notes                                                                      |
| ------------------------------------------- | ------------------------------------------- | --------------------------------------------------- | ------------------------------------------- | ------------------------------------------- | ------------------------------------------- | -------------------------------------------------------------------------- |
| 1.                                          | 23 mars 2018                                | Stade olympique de Radès, Radès, Tunisie            | Iran                                        | 1 - 0                                       | Match amical                                | Titulaire et remplacé par Fakhreddine Ben Youssef à la 46e minute de jeu.  |
| 2.                                          | 27 mars 2018                                | Allianz Riviera, Nice, France                       | Costa Rica                                  | 1 - 0                                       | Match amical                                | Titulaire et remplacé par Fakhreddine Ben Youssef à la 59e minute de jeu.  |
| 3.                                          | 28 mai 2018                                 | Stade municipal, Braga, Portugal                    | Portugal                                    | 2 - 2                                       | Match amical                                | Titulaire et remplacé par Fakhreddine Ben Youssef à la 46e minute de jeu.  |
| 4.                                          | 1er juin 2018                               | Stade de Genève, Genève, Suisse                     | Turquie                                     | 2 - 2                                       | Match amical                                | Titulaire et remplacé par Mohamed Amine Ben Amor à la 53e minute de jeu.   |
| 5.                                          | 9 juin 2018                                 | Stade FK Krasnodar, Krasnodar, Russie               | Espagne                                     | 1 - 0                                       | Match amical                                | Titulaire et remplacé par Mohamed Amine Ben Amor à la 62e minute de jeu.   |
| 6.                                          | 23 juin 2018                                | Otkrytie Arena, Moscou, Russie                      | Belgique                                    | 5 - 2                                       | Coupe du monde 2018                         | Titulaire.                                                                 |
| 7.                                          | 13 octobre 2018                             | Stade olympique de Radès, Radès, Tunisie            | Niger                                       | 1 - 0                                       | Qualifications CAN 2019                     | Entre en jeu à la place de Bassem Srarfi à la 60e minute de jeu.           |
| 8.                                          | 16 novembre 2018                            | Stade Borg Al Arab, Alexandrie, Égypte              | Égypte                                      | 3 - 2                                       | Qualifications CAN 2019                     | Titulaire et remplacé par Fakhreddine Ben Youssef à la 58e minute de jeu.  |
| 9.                                          | 20 novembre 2018                            | Stade olympique de Radès, Radès, Tunisie            | Maroc                                       | 0 - 1                                       | Match amical                                | Titulaire et remplacé par Bassem Srarfi à la 56e minute de jeu.            |
| 10.                                         | 22 mars 2019                                | Stade olympique de Radès, Radès, Tunisie            | Eswatini                                    | 4 - 0                                       | Qualifications CAN 2019                     | Entre en jeu à la place de Naïm Sliti à la 74e minute de jeu.              |
| 11.                                         | 26 mars 2019                                | Stade Mustapha-Tchaker, Blida, Algérie              | Algérie                                     | 1 - 0                                       | Match amical                                | Titulaire et remplacé par Ali Maaloul à la 58e minute de jeu.              |
| 12.                                         | 10 septembre 2019                           | Stade Robert-Diochon, Rouen, France                 | Côte d'Ivoire                               | 1 - 2                                       | Match amical                                | Entre en jeu à la place d'Ellyes Skhiri à la 46e minute de jeu.            |
| 13.                                         | 12 octobre 2019                             | Stade olympique de Radès, Radès, Tunisie            | Cameroun                                    | 0 - 0                                       | Match amical                                | Titulaire et remplacé par Bassem Srarfi à la 78e minute de jeu.            |
| 14.                                         | 15 novembre 2019                            | Stade olympique de Radès, Radès, Tunisie            | Libye                                       | 4 - 1                                       | Qualifications CAN 2021                     | Titulaire et remplacé par Anice Badri à la 73e minute de jeu.              |
| 15.                                         | 19 novembre 2019                            | Nuevo Estadio de Malabo, Malabo, Guinée équatoriale | Guinée équatoriale                          | 0 - 1                                       | Qualifications CAN 2021                     | Titulaire et remplacé par Anice Badri à la 46e minute de jeu.              |
| 16.                                         | 9 octobre 2020                              | Stade olympique de Radès, Radès, Tunisie            | Soudan                                      | 3 - 0                                       | Match amical                                | Titulaire et remplacé par Youssef Msakni à la 59e minute de jeu.           |
| 17.                                         | 13 novembre 2020                            | Stade olympique de Radès, Radès, Tunisie            | Tanzanie                                    | 1 - 0                                       | Qualifications CAN 2021                     | Entre en jeu à la place de Youssef Msakni à la 71e minute de jeu.          |
| 18.                                         | 17 novembre 2020                            | Stade Benjamin Mkapa, Dar es Salam, Tanzanie        | Tanzanie                                    | 1 - 1                                       | Qualifications CAN 2021                     | Titulaire et remplacé par Naïm Sliti à la 70e minute de jeu.               |
| 19.                                         | 25 mars 2021                                | Stade du 28 Mars, Benghazi, Libye                   | Libye                                       | 2 - 5                                       | Qualifications CAN 2021                     | Titulaire et remplacé par Saad Bguir à la 86e minute de jeu.               |
| 20.                                         | 28 mars 2021                                | Stade olympique, Radès, Tunisie                     | Guinée équatoriale                          | 2 - 1                                       | Qualifications CAN 2021                     | Entre en jeu à la place d'Anis Ben Slimane à la 62e minute de jeu.         |
| 21.                                         | 11 juin 2021                                | Stade olympique de Radès, Radès, Tunisie            | Algérie                                     | 0 - 2                                       | Match amical                                | Titulaire et remplacé par Anis Ben Slimane à la 62e minute de jeu.         |
| 22.                                         | 3 septembre 2021                            | Stade olympique de Radès, Radès, Tunisie            | Guinée équatoriale                          | 3 - 0                                       | Qualifications Coupe du monde 2022          | Titulaire et remplacé par Youssef Msakni à la 46e minute de jeu.           |
| 23.                                         | 13 novembre 2021                            | Nuevo Estadio de Malabo, Malabo, Guinée équatoriale | Guinée équatoriale                          | 1 - 0                                       | Qualifications Coupe du monde 2022          | Entre en jeu à la place d'Aïssa Laïdouni à la 86e minute de jeu.           |
| 24.                                         | 16 novembre 2021                            | Stade olympique de Radès, Radès, Tunisie            | Zambie                                      | 3 - 1                                       | Qualifications Coupe du monde 2022          | Titulaire et remplacé par Anis Ben Slimane à la 46e minute de jeu.         |
| 25.                                         | 12 janvier 2022                             | Stade de Limbé, Limbé, Cameroun                     | Mali                                        | 0 - 1                                       | CAN 2021                                    | Entre en jeu à la place de Hannibal Mejbri à la 46e minute de jeu.         |
| 26.                                         | 16 janvier 2022                             | Stade de Limbé, Limbé, Cameroun                     | Mauritanie                                  | 4 - 0                                       | CAN 2021                                    | Titulaire et remplacé par Mohamed Ali Ben Romdhane à la 60e minute de jeu. |
| 27.                                         | 20 janvier 2022                             | Stade de Limbé, Limbé, Cameroun                     | Gambie                                      | 1 - 0                                       | CAN 2021                                    | Titulaire et remplacé par Youssef Msakni à la 57e minute de jeu.           |
| 28.                                         | 22 septembre 2022                           | Stade de la Source, Orléans, France                 | Comores                                     | 0 - 1                                       | Match amical                                | Titulaire et remplacé par Sayfallah Ltaief à la 65e minute de jeu.         |

### Buts internationaux
| Buts internationaux de Saîf-Eddine Khaoui | Buts internationaux de Saîf-Eddine Khaoui | Buts internationaux de Saîf-Eddine Khaoui    | Buts internationaux de Saîf-Eddine Khaoui | Buts internationaux de Saîf-Eddine Khaoui | Buts internationaux de Saîf-Eddine Khaoui | Buts internationaux de Saîf-Eddine Khaoui | Buts internationaux de Saîf-Eddine Khaoui |
|                                           | Date                                      | Lieu                                         | Adversaire                                | Score                                     | Résultat                                  | Compétition                               |                                           |
| ----------------------------------------- | ----------------------------------------- | -------------------------------------------- | ----------------------------------------- | ----------------------------------------- | ----------------------------------------- | ----------------------------------------- | ----------------------------------------- |
| 1.                                        | 15 novembre 2019                          | Stade olympique de Radès, Radès, Tunisie     | Libye                                     | 2-0                                       | 4 - 1                                     | Qualifications CAN 2021                   |                                           |
| 2.                                        | 15 novembre 2019                          | Stade olympique de Radès, Radès, Tunisie     | Libye                                     | 3-1                                       | 4 - 1                                     | Qualifications CAN 2021                   |                                           |
| 3.                                        | 9 octobre 2020                            | Stade olympique de Radès, Radès, Tunisie     | Soudan                                    | 1-0                                       | 3 - 0                                     | Match amical                              |                                           |
| 4.                                        | 17 novembre 2020                          | Stade Benjamin Mkapa, Dar es Salam, Tanzanie | Tanzanie                                  | 0-1                                       | 1 - 1                                     | Qualifications CAN 2021                   |                                           |

## Palmarès
Il est vice-champion de France en 2020 et finaliste du Trophée des champions en 2020 avec l'Olympique de Marseille.